# Кумыкская архитектура
Кумыкская архитектура — особенности архитектуры и городской культуры кумыков, развившиеся в рамках Хазарского каганата, Царства гуннов в Дагестане, Джидана, Золотой Орды, Тарковского шамхальства и под владычеством Российской империи.

## Кумыкская архитектура

### Кумыкские дома
Кумыки строили свои дома из саманных сырцовых кирпичей, традиционно используя кладку на глиняном растворе и тщательную обмазку стен и других плоскостей саманной массой даже при строительстве домов из камня. Данная традиция уходит корнями в раннее средневековье. Археологами выявлены остатки саманных домов в слоях хазарского времени в Терско-Сулакской низменности.

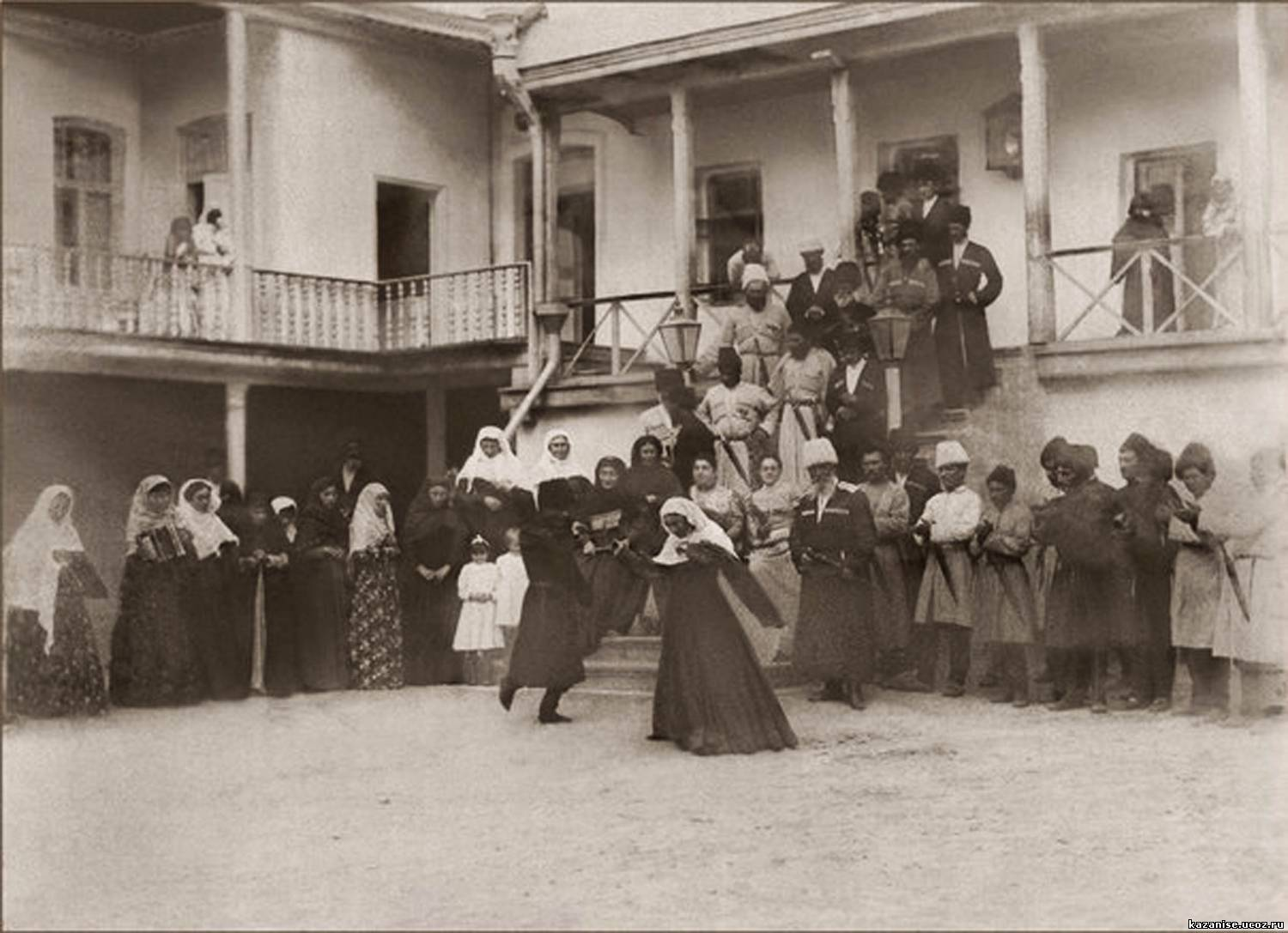
Кумыкский дом на фотографии XIX века

У южных и центральных кумыков, несмотря на обилие легкообрабатываемого камня, все равно сохраняются традиционные приемы — кладку на глиняном растворе и тщательную обмазку стен и других плоскостей саманной массой.
Жилище кумыков разделяли на три типа:
- одноэтажное сооружение (биркъат уьй — у северных кумыков, алаша-уьй — у южных) на очень низком фундаменте, пол находился почти на уровне земли
- полутораэтажное сооружение («курса уьй» или «гётеринки уьй») — на высоком каменном фундаменте, причем пол значительно приподнят над уровнем земли
- двухэтажное сооружение — («бийич уьй» (у южных кумыков) или «эки къат уьй» (у северных кумыков)).

Архитектура жилищ кумыков испытала большое влияние архитектурных традиций Ирана .
В доме кумыков каждая комната имела свое назначение. Самую большую комнату отводили под кухню («аш уьй»). Существовали специальные комнаты для гостей — «къонакъ уьй» (кунацкая).

### Кумыкский «алачык»
Российский кавказовед и археолог В. И. Марковин, основываясь на сведениях арабского средневекового географа Мукаддаси, писавшего о жилищах семендерцев из дерева, переплетенного камышом с остроконечными крышами, пишет о схожести кумыкских хозяйственных построек «алачыков» с домами хазарского Семендера, которых на этом основании считает предками кумыков.

Дворцы шамхалов
Дворец шамхалов в Кафыр-Кумухе. Реконструкция Е.Е.Лансере.
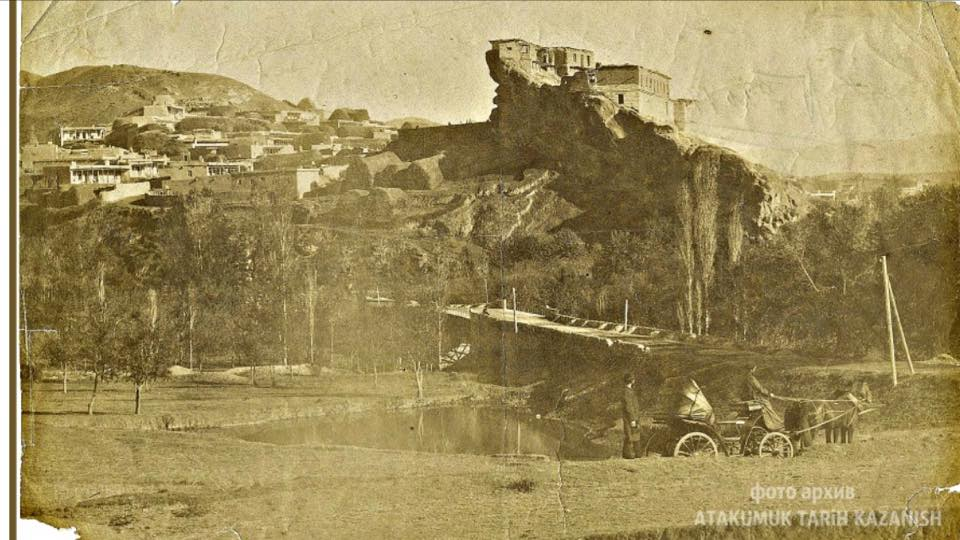
Дворец шамхалов, разрушенный большевиками во время Гражданской войны.
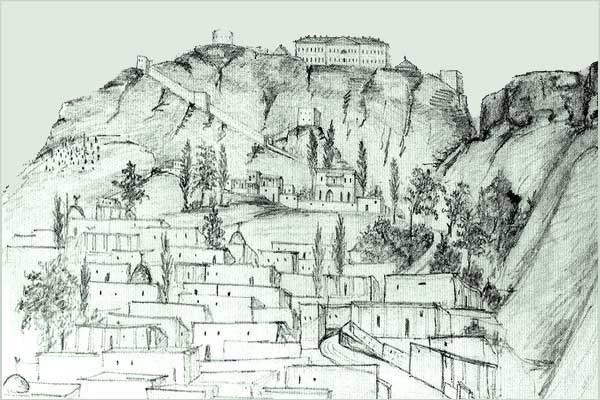
Д.А.Милютин. Тарки. Вид со стороны Каспийского моря. В центре рисунка отчетливо виден несохранившийся  дворец шамхала.

### Военные сооружения
Кумыкские города и дворцы ханов обносились стенами и оборонительными башнями. И. Ф. Бларамберг писал об Эндирее и Аксае, что дома ханов построены из камня и окружены каменными стенами с башнями, рассчитанные на «упорную оборону».

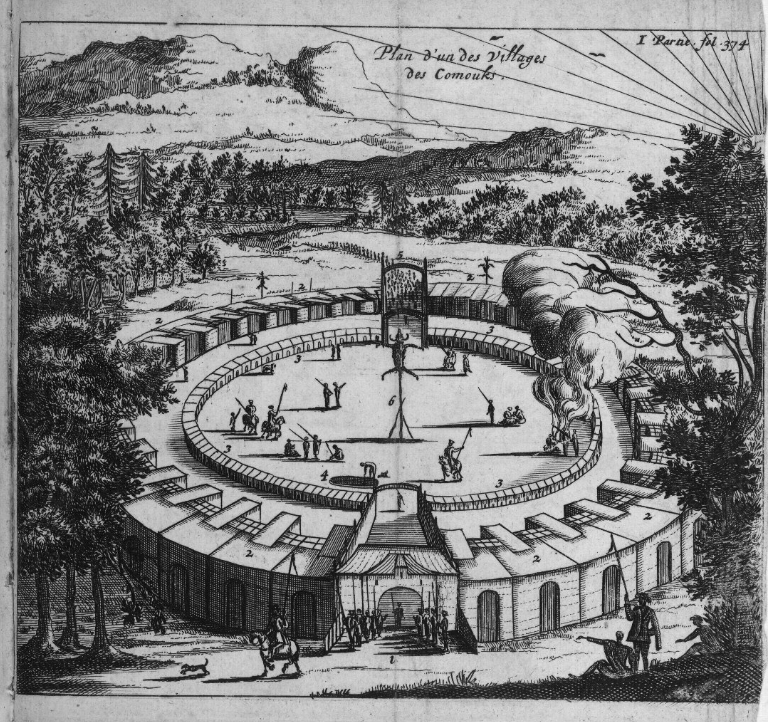
План поселения кумыков. Гравюра Жана-Батиста Тавернье 1676 года

Каменные (а прежде — деревянные) стены и башни существовали и в столице Шамхальства — Тарки. По сообщениям голландского географа XVII века Витсена город Тарки является самым большим в Дагестане, имеет деревянную крепость, а также замок с огромным количеством окон и дверей.

 Город Тарку самый большой в Дагестанском крае и это его главный город… Дома в Тарку строятся из глины, около города имеется деревянная крепость… Дома их плоские и четырёхугольные, построенные из глины и извести… Замок в Тарку очень большой. По рассказам, в нём столько окони дверей, сколько дней в году… дороги, которыми в нему подбираются, настолько круты и узки, что один пеший человек может дать отпор целой толпе. Размеры его почти равны рынку перед ратушей в Амстердаме. Перед замком стоят пушки… охраняют его несколько сот пеших и конных солдат, вооружённых мушкетами, османскими ружьями и луками. — Noord en oost Tartarye. — Амстердам, 1692
Столица Кайтагского уцмийства кумыкский аул Башлы описывался русскими источниками как город, состоящий из 400 домов, амфитеатром построенных из тесанного камня и окруженного стенами с башнями.

## История

### Раннее средневековье
В первом тысячелетии нашей эры (IV—V века) продвинувшиеся в Прикаспий гуннские племена, столкнувшись с местными иранскими племенами, создали государство, упоминавшееся армянскими источниками как «страна гуннов», «княжество гуннов». Царство гуннов (и его политический наследник — государство Джидан) являлось раннефеодальным кумыкским государством, в рамках которого и протекал этногенез кумыков. Разноплеменной состав политического объединения гунно-савиров признается предками кумыков.
На территории Прикаспия, где по сведениям письменных источников располагались гунны-савиры, археологи выявили около сорока укрепленных и неукрепленных поселений, содержащих слои гунно-савирского времени. Материалы раскопок свидетельствуют о высоком уровне культуры населения, расцвета в VII—X веках строительного и развития ремесел — керамических, кузнечного, литейного и ювелирного.

### Золотая Орда
Прикаспий в первой половине XIII века был завоеван войсками Монгольской империи. Плано Карпини упоминает в списке покоренных монголами народов комуков и тарки. Завоевание привело к упадку городской культуры. Однако кратковременный упадок сменился расцветом городской золотоордынской культуры на кумыкской этнотерритории.
Благодаря деятельности хана Узбека, Золотая Орда достигла экономического и культурного расцвета. Северный Кавказ превратился в житницу Золотой Орды. Возрождаются города, в том числе центры кумыков. На анонимной карте итальянских купцов, составленной в 1351 г., на относительно небольшом пространстве от Терека до Дербента обозначено 10 пунктов. То же самое можно сказать и о названиях поселений [за исключением Тарки], нанесенных на «Каталонский атлас» 1375 г.: Фабинаж, Кубене, Тарки, Башциай, Цицие, Кобасо, Бурх, Барса, Абскаих, Сасах. Все они располагались на пространстве от Адитархама [Хаджи-тархан — Астрахань] до Дербента.
Кумыкский город Эндирей в XV веке становится центром высокохудожественной керамики.
Большинство населенных пунктов золотоордынской эпохи пришли в упадок после уничтожения во время вторжения среднеазиатского владетеля Тамерлана в конце XIV века.

### Шаухальство

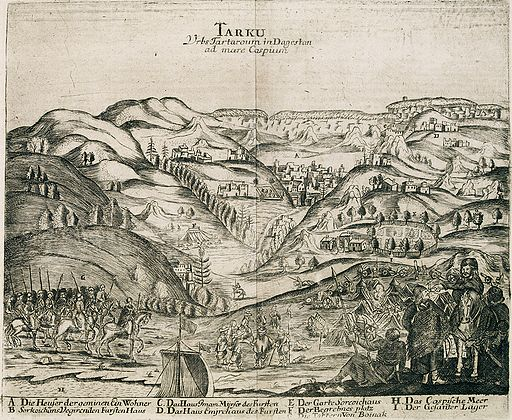
Тарки на гравюре XVII века к книге путешествий Адама Олеария.

В XVI—XVII веках происходит усиление и расцвет кумыкского феодального государства Шамхальства (в русских и персидских источниках «Шевкальство»). Развитие экономики привело к росту городов. В источниках упоминаются крупные города Тарки, Эндирей и другие. Благодаря гравюре голштинского посла Адама Олеария, сохранилось изображение города Тарки.
В 1604 году грузинский посол старец Кирилл описывал Тарки как каменный город с дворцом шевкала с каменными палатами.
Эвлия Челеби дает подробное описание кумыкских городов и крепостей. Особенное внимание он уделяет Тарки и Эндирею. Тарки называется турецким путешественником «великим городом».